# Jacek Niemiec
Jacek Andrzej Niemiec – polski fizyk, profesor nauk ścisłych i przyrodniczych.

## Życiorys
W 1998 r. ukończył studia fizyczne na Uniwersytecie Jagiellońskim w Krakowie, w 2004 r. obronił pracę doktorską pt. Źródła promieniowania kosmicznego wysokich energii, której promotorem był prof. Marek Kutschera, w 2013 r. habilitował się na podstawie pracy zatytułowanej Symulacje kinetyczne nierelatywistycznych fal uderzeniowych młodych pozostałości po supernowych - formowanie struktury i generacja turbulencji elektromagnetycznej. W 2020 r. uzyskał tytuł profesora nauk ścisłych i przyrodniczych.
Został pracownikiem naukowym w Instytucie Fizyki Jądrowej im. Henryka Niewodniczańskiego PAN.
Jest członkiem Komisji Astrofizyki PAU.